# Derecho de cita
El derecho de cita es una limitación al derecho de autor que permite el uso de parte de la obra de un creador intelectual para fines docentes, de investigación, crítica, etcétera.

## Requisitos para su uso
El derecho de cita permite incluir fragmentos de otras obras ajenas de cualquier tipo de naturaleza escrita, sonora o audiovisual, así como la de obras aisladas de carácter plástico o fotográfico figurativo, siempre y cuando se cumplan los siguientes requisitos:
- La obra citada debe haber sido divulgada;
- Su uso ha de ser justificado en el contexto de la obra;
- Se debe indicar la fuente y el autor de la misma;
- La obra citada no debe ser alterada.

También pueden considerarse citas las recopilaciones periódicas a modo de reseñas o revistas de prensa.

## Legislación internacional
El marco internacional sobre esta limitación al derecho de autor se encuentra dado por el Convenio de Berna para la Protección de las Obras Literarias y Artísticas (1886), el cual, en su artículo 10.1 disponeː

"Son lícitas las citas tomadas de una obra que se haya hecho lícitamente accesible al público, a condición de que se hagan conforme a los usos honrados y en la medida justificada por el fin que se persiga (...)."

## Legislación por países

### España
El derecho de cita, en España, está regulado en el artículo 32 del Texto Refundido de la Ley de Propiedad Intelectual (TRLPI), según el Real Decreto Legislativo 1/1996, de 12 de abril:

«Artículo 32. Citas y reseñas e ilustración con fines educativos o de investigación científica.
1. Es lícita la inclusión en una obra propia de fragmentos de otras ajenas de naturaleza escrita, sonora o audiovisual, así como la de obras aisladas de carácter plástico o fotográfico figurativo, siempre que se trate de obras ya divulgadas y su inclusión se realice a título de cita o para su análisis, comentario o juicio crítico. Tal utilización solo podrá realizarse con fines docentes o de investigación, en la medida justificada por el fin de esa incorporación e indicando la fuente y el nombre del autor de la obra utilizada.
Las recopilaciones periódicas efectuadas en forma de reseñas o revista de prensa tendrán la consideración de citas. No obstante, cuando se realicen recopilaciones de artículos periodísticos que consistan básicamente en su mera reproducción y dicha actividad se realice con fines comerciales, el autor que no se haya opuesto expresamente tendrá derecho a percibir una remuneración equitativa. En caso de oposición expresa del autor, dicha actividad no se entenderá amparada por este límite.
En todo caso, la reproducción, distribución o comunicación pública, total o parcial, de artículos periodísticos aislados en un dossier de prensa que tenga lugar dentro de cualquier organización requerirá la autorización de los titulares de derechos.
2. La puesta a disposición del público por parte de prestadores de servicios electrónicos de agregación de contenidos de fragmentos no significativos de contenidos, divulgados en publicaciones periódicas o en sitios Web de actualización periódica y que tengan una finalidad informativa, de creación de opinión pública o de entretenimiento, no requerirá autorización, sin perjuicio del derecho del editor o, en su caso, de otros titulares de derechos a percibir una compensación equitativa. Este derecho será irrenunciable y se hará efectivo a través de las entidades de gestión de los derechos de propiedad intelectual. En cualquier caso, la puesta a disposición del público por terceros de cualquier imagen, obra fotográfica o mera fotografía divulgada en publicaciones periódicas o en sitios Web de actualización periódica estará sujeta a autorización.

Sin perjuicio de lo establecido en el párrafo anterior, la puesta a disposición del público por parte de prestadores de servicios que faciliten instrumentos de búsqueda de palabras aisladas incluidas en los contenidos referidos en el párrafo anterior no estará sujeta a autorización ni compensación equitativa siempre que tal puesta a disposición del público se produzca sin finalidad comercial propia y se realice estrictamente circunscrita a lo imprescindible para ofrecer resultados de búsqueda en respuesta a consultas previamente formuladas por un usuario al buscador y siempre que la puesta a disposición del público incluya un enlace a la página de origen de los contenidos».

También se reconoce un derecho de cita respecto a los trabajos sobre temas de actualidad con fines periodísticos. Está regulado en el artículo 33 de la Ley de Propiedad Intelectual española.

### Argentina
Regulado por el artículo 10 de la ley 11.723, Régimen legal de la propiedad intelectual.

«Cualquiera puede publicar con fines didácticos o científicos, comentarios, críticas o notas referentes a las obras intelectuales, incluyendo hasta mil palabras de obras literarias o científicas u ocho compases en las musicales y en todos los casos sólo las partes del texto indispensables a ese efecto».

### Chile
En Chile el derecho de cita se encuentra regido en el artículo 71 B. de la Ley 17 336 de Propiedad Intelectual, el cual prescribe lo siguiente:

«Es lícita la inclusión en una obra, sin remunerar ni obtener autorización del titular, de fragmentos breves de obra protegida, que haya sido lícitamente divulgada, y su inclusión se realice a título de cita o con fines de crítica, ilustración, enseñanza e investigación, siempre que se mencione su fuente, título y autor».

Colombia
En Colombia el derecho de cita se encuentra regido en el artículo 31. de la Ley 23 de 1982 "“Sobre derechos de autor. ”la cual prescribe lo siguiente:

«Es permitido citar a un autor transcribiendo los pasajes necesarios, siempre que éstos
no sean tantos y seguidos que razonadamente puedan considerarse como una reproducción
simulada y sustancial, que redunde en perjuicio del autor de la obra de donde se toman. En
cada cita deberá mencionarse el nombre del autor de la obra citada y el título de dicha obra.».

### El Salvador
El artículo 49-C de la Ley de Propiedad Intelectual de 1993 regula el derecho de cita en los siguientes términos:

«Art. 49-C.- Será lícita la reproducción de breves fragmentos de obras literarias, científicas o artísticas, en publicaciones o crestomatías o con fines didácticos, científicos de crítica literaria o de investigación, siempre que se indique de manera inconfundible, la fuente de donde proceden; que los textos reproducidos no sean alterados y que tal reproducción no atente contra la explotación normal de la obra, ni cause perjuicio a los intereses legítimos del autor.

Para los mismos efectos y con iguales restricciones, podrán publicarse breves fragmentos en traducciones».
Ley de Propiedad Intelectual de 1993

### México
En México la Ley Federal del Derecho de Autor garantiza el derecho de cita en su artículo 148, bajo los siguientes términos:

I. Cita de textos, siempre que la cantidad tomada no pueda considerarse como una reproducción
simulada y sustancial del contenido de la obra;

### Perú
En el Perú, los derechos de autor están regidos por el Decreto Legislativo 822 «Ley sobre el derecho de autor» del 23 de abril de 1996.
Sobre el derecho de cita, el mencionado decreto prescribe:

Artículo 44º:

«Es permitido realizar, sin autorización del autor ni pago de remuneración, citas de obras lícitamente divulgadas, con la obligación de indicar el nombre del autor y la fuente, y a condición de que tales citas se hagan conforme a los usos honrados y en la medida justificada por el fin que se persiga.»

### Costa Rica
En Costa Rica, el derecho de cita está dispuesto bajo la Ley de Derechos de Autor y Derechos Conexos, N° 6683, según decreto legislativo, del 21 de noviembre de 2008, y prescribe:

Artículo 70º:
 «Es permitido citar a un autor, transcribiendo los pasajes pertinentes de una obra que lícitamente haya sido puesta a disposición del público, siempre que estos no sean tantos y seguidos, que puedan considerarse como una reproducción simulada y sustancial, que redunde en un perjuicio del autor de la obra original, y su extensión no exceda la medida justificada por el fin que se persiga.»
ASAMBLEA LEGISLATIVA DE LA REPÚBLICA DE COSTA RICA